# 法國美洲殖民地

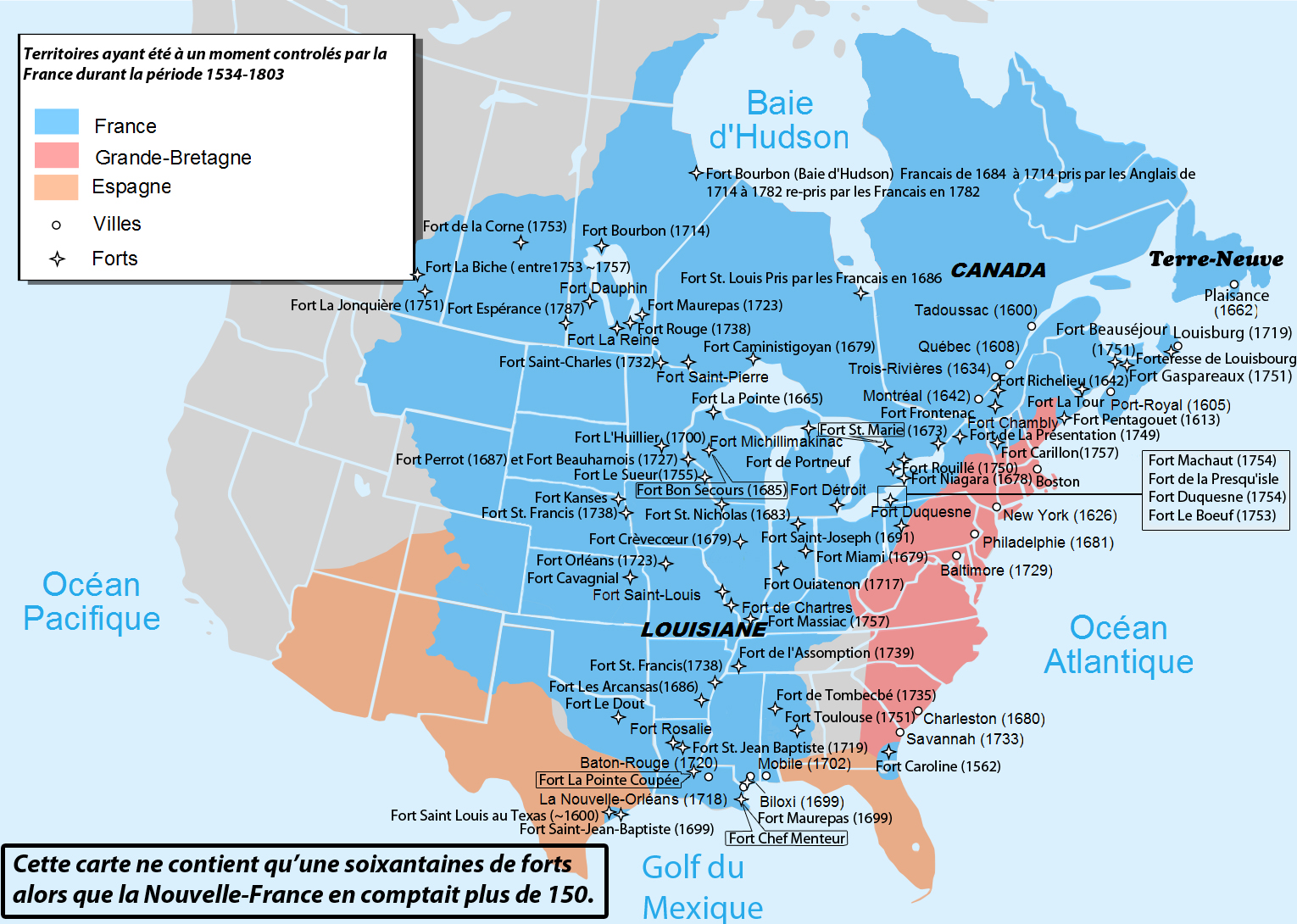
1656年-1750年間的北美洲地圖，藍色為法國美洲殖民地

法國美洲殖民地是法國位於美洲的殖民地，也是法蘭西殖民帝國的一部分。法國从16世纪开始進行美洲殖民活動。法国在北美东部大部分地区、加勒比海岛屿和南美洲建立了殖民地。
法国在美洲殖民地上建立了許多堡垒和定居点，魁北克市、三河城、蒙特利尔、底特律、格林贝、圣路易斯、开普吉拉多、莫比尔、比洛克西、巴吞鲁日、新奥尔良、太子港、海地角、圣皮埃尔、卡斯特里、卡宴、圣路易斯等城市都是在法國人建立的定居點的基礎上形成的。